# Oh Shenandoah

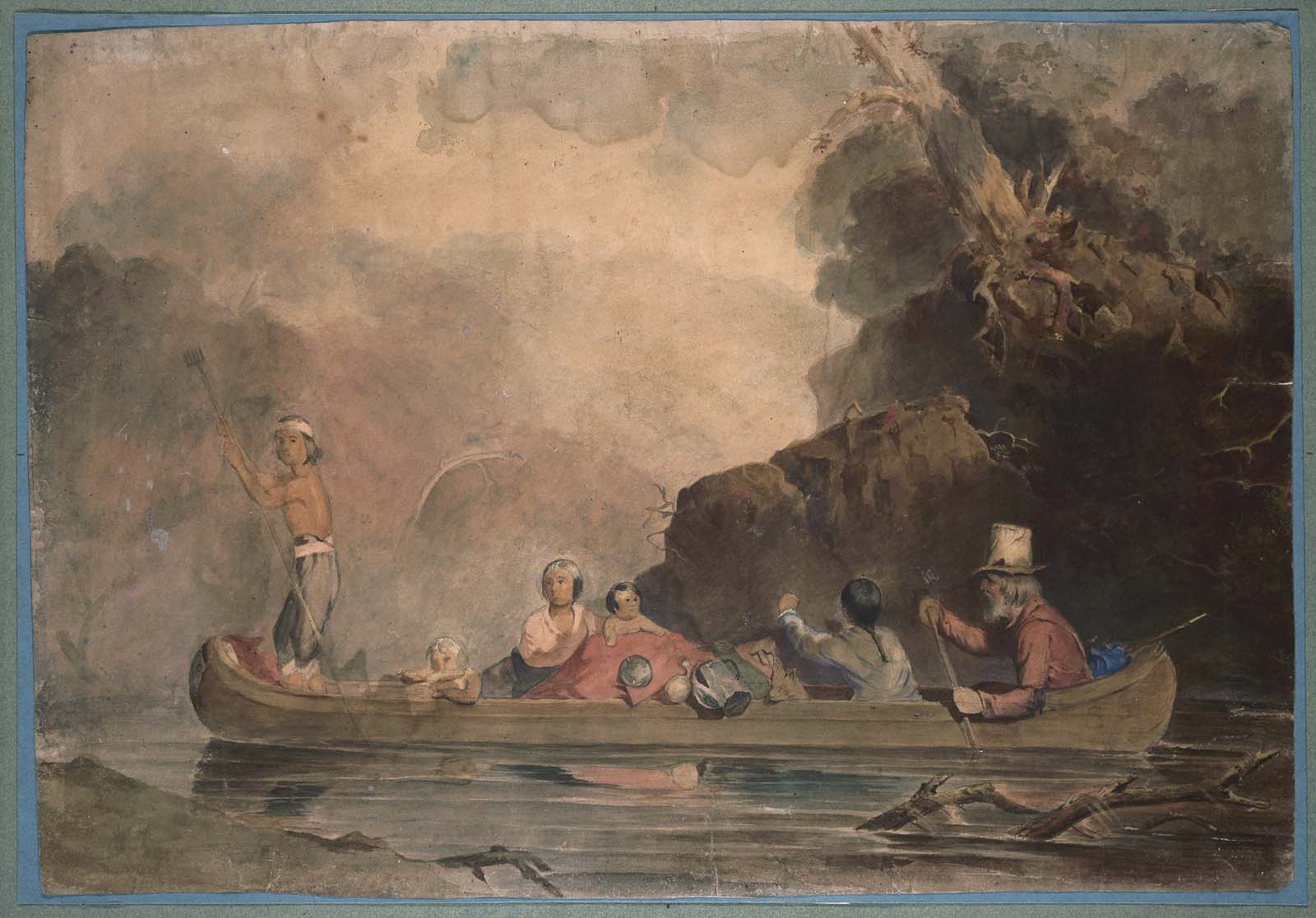
Das Bild The Trapper and his Family (1845) von Charles Deas stellt einen Voyageur und seine indianische Frau und Kinder dar

Oh Shenandoah (auch einfach mit Shenandoah oder Across the Wide Missouri bezeichnet) ist ein traditioneller amerikanischer Folksong von unbekanntem Ursprung aus dem frühen 19. Jahrhundert.
Das Lied stammt wohl von kanadischen und amerikanischen Voyageurs oder Pelzhändlern, die den Missouri River in Kanus befuhren. Im Laufe der Zeit haben sich einige unterschiedliche Versionen des Liedtextes entwickelt. Einige davon nehmen Bezug auf den Indianerhäuptling Shenandoah und einen Voyageur, der dessen Tochter heiraten möchte. Mitte des 19. Jahrhunderts entwickelten sich Shanty-Versionen, die von Seeleuten in verschiedenen Teilen der Welt gehört und gesungen wurden.
Der Song hat die Nummer 324 im Roud Folk Song Index.

## Geschichte
Bis zum 19. Jahrhundert hatten sich nur Abenteurer, die ihr Glück als Trapper und Händler von Biberpelzen suchten, westlich bis zum Missouri River vorgewagt. Viele dieser kanadischen und amerikanischen Pelzhändler waren Einzelgänger, die sich mit den Indianern anfreundeten und manchmal sogar Indianerfrauen heirateten. Einige Liedtexte des Songs, die vor und um 1860 zu hören waren, erzählen die Geschichte eines Händlers, der sich in die Tochter des Irokesenhäuptlings Shenandoah (1710–1816) vom Stamm der Oneida verliebte. Der Häuptling lebte in dem Ort Oneida Castle, im Staat New York. Er war der Mitbegründer der Oneida Academy, aus der das Hamilton College in Clinton, New York, entstand und er wurde auf dem Campus des Colleges beerdigt.
Die Voyageurs, die sich mit dem Kanu fortbewegten, waren großartige Sänger, und Lieder waren ein wichtiger Teil ihrer Kultur. Auch die Flachboot-Schiffer, die regelmäßig auf dem Missouri River pendelten, waren Anfang des 19. Jahrhunderts bekannt für ihre Shanties, inklusive Oh Shenandoah. Seeleute, die den Mississippi befuhren, schnappten den Song auf und machten ihn zu einem Shanty, den sie sangen, während sie den Anker einholten. Dieses Seemannslied fand seinen Weg über den Mississippi bis zu den amerikanischen Hochsee-Klippern und so um die ganze Welt.

“It [the song] probably came from the American or Canadian voyageurs, who were great singers […]. In the early days of America, rivers and canals were the chief trade and passenger routes, and boatmen were an important class. Shenandoah was a celebrated Indian chief in American history, and several towns in the States are named after him. Besides being sung at sea, this song figured in old public school collections.”

„Es [das Lied] kam wahrscheinlich von den amerikanischen und kanadischen Voyageurs, die große Sänger waren […]. In den Anfängen von Amerika waren Flüsse und Kanäle die hauptsächlichen Handels- und Passagierrouten, und Seeleute waren eine wichtige Gesellschaftsschicht. Shenandoah war ein berühmter Indianerhäuptling in der amerikanischen Geschichte und einige Städte in den Vereinigten Staaten sind nach ihm benannt. Der Song wurde nicht nur auf See gesungen, sondern fand sich auch in alten Musikbüchern der öffentlichen Schulen.“

Der Song war Mitte des 18. Jahrhunderts als Shanty beim seefahrenden Volk beliebt. Eine Version des Liedes – Shanadore genannt – wurde in Robert Chamblet Adams Artikel Sailors’ Songs in der im April 1876 erschienenen Ausgabe von The New Dominion Monthly erwähnt. Er nahm den Song auch in sein 1879 erschienenes Buch On Board the ‚Rocket‘ auf. Shanadore wurde später auch in William L. Alden’s Artikel Sailor Songs in der im Juli 1882 erschienenen Ausgabe von Harper’s New Monthly Magazine abgedruckt, sowie in dem 1892 erschienenen Buch Songs that Never Die. Das Buch Studies in Folk-song and Popular Poetry von Alfred Mason Williams nannte den Song ein „gutes Beispiel für ein Seemannslied“.
Ein früherer Seemann, der an Bord von Klippern gearbeitet hatte, die in den 1880er Jahren Wolle zwischen Australien und Großbritannien transportierten, wies in einem Brief an die Zeitung The Times in Großbritannien darauf hin, dass der Song seinen Ursprung in einem schwarzamerikanischen Spiritual habe und sich zu einem Lied entwickelt habe, das man bei der Arbeit auf See gesungen habe:

“This chantey is obviously of American origin […]. ‘Shenandoah’ was more a wool and cotton chantey than a capstan chantey. I have many times heard it sung down the hold on the wool screws by the Sydney waterside workers […] and many were full-blood negroes, who undoubtedly brought these chanteys off the cotton ships […]. With regard to the words, these vary according to the taste of the chantey man in the first and third line of each verse, there being no effort called for on these two lines, but the second and fourth lines were always the same, these being the rhythm lines on which the weight was used. When I was in the wool trade in the eighties, in both The Tweed and Cutty Sark this chantey was daily used on the wool screws.”

„Dieser Shanty ist offensichtlich amerikanischen Ursprungs […]. ‚Shenandoah‘ war eher ein Shanty der Baumwollarbeiter als ein Shanty der Matrosen. Ich habe ihn oft im Laderaum der Baumwollfrachter von den Hafenarbeitern Sydneys singen hören […] und viele waren reinrassige Schwarze, die zweifellos diese Shanties von den Baumwollfrachtern mitgebracht haben […]. Der Liedtext variiert je nach Geschmack des Shanty-Sängers in der ersten und dritten Zeile jeder Strophe, aber die zweite und die vierte Zeile waren immer gleich […]. Als ich in den achtziger Jahren im Baumwollgewerbe war, […] wurde dieser Shanty täglich von den Hafenarbeitern verwendet.“

## Liedtext
Da Shenandoah ein Flussschiffer- und Seemannslied ist, das über die Jahre viele Änderungen erfahren hat und von dem zahlreiche Versionen existieren, gibt es keinen festen Liedtext. Ein zeitgemäßer Liedtext ist – mit einigen Variationen – der folgende:

“Oh Shenandoah, I long to see you, Away you rolling river. Oh Shenandoah, I long to see you, Away, I’m bound away, ’Cross the wide Missouri.

Oh Shenandoah, I love your daughter, Away, you rolling river. For her I’d cross Your roaming waters, Away, I’m bound away, ’Cross the wide Missouri.

’Tis seven years since last I’ve seen you, Away, you rolling river. ’Tis seven years since last I’ve seen you, Away, we’re bound away, ’Cross the wide Missouri.

Oh Shenandoah, I long to hear you, Away, you rolling river. Oh Shenandoah, I long to hear you, Away, we’re bound away, ’Cross the wide Missouri.

Oh Shenandoah, I long to hear you, Far away, you rolling river. Oh Shenandoah, Just to be near you, Far away, far away, ’Cross the wide Missouri.”

### Frühere Versionen
Der Liedtext des Songs aus der Zeit vor 1860, wie er in der Liedersammlung Sea Songs and Shanties, collected by W.B. Whall, Master Mariner (1910) dokumentiert ist, lautet wie folgt:

“Missouri, she’s a mighty river. Away you rolling river. The redskins’ camp, lies on its borders. Ah-ha, I’m bound away, ’Cross the wide Missouri.

The white man loved the Indian maiden, Away you rolling river. With notions his canoe was laden. Ah-ha, I’m bound away, ’Cross the wide Missouri.

O, Shenandoah, I love your daughter, Away you rolling river. I’ll take her ’cross yon rolling water. Ah-ha, I’m bound away, ’Cross the wide Missouri.

The chief disdained the trader’s dollars: Away you rolling river. My daughter never you shall follow. Ah-ha, I’m bound away, ’Cross the wide Missouri.

At last there came a Yankee skipper. Away you rolling river. He winked his eye, and he tipped his flipper. Ah-ha, I’m bound away, ’Cross the wide Missouri.

He sold the chief that fire-water, Away you rolling river. And ’cross the river he stole his daughter. Ah-ha, I’m bound away, ’Cross the wide Missouri.

O, Shenandoah, I long to hear you, Away you rolling river. Across that wide and rolling river. Ah-ha, I’m bound away, ’Cross the wide Missouri.”

J.E. Laidlaw aus San Francisco berichtet 1894 die folgende Version des Songs gehört zu haben, gesungen von einem schwarzen Seemann aus Barbados:

“Oh, Shenandoah! I hear you calling! Away, you rolling river! Yes, far away I hear you calling, Ha, Ha! I’m bound away across the wide Missouri.

My girl, she’s gone far from the river, Away, you rolling river! An’ I ain’t goin’ to see her never. Ha, Ha! I’m bound away. […]”

Nachfolgend der Liedtext von Oh Shenandoah, wie er von Tennessee Ernie Ford (1959) gesungen wurde:

“Oh Shenandoah, I hear you calling, Hi-o, you rolling river. Oh Shenandoah, I long to hear you, Hi-o, I’m bound away. ’Cross the wide, Mis-sou-ri.

Mis-sou-ri, She’s a mighty river, Hi-o, you rolling river. When she rolls down, her topsails shiver, Hi-o, I’m bound away. ’Cross the wide, Mis-sou-ri.

Farewell my dearest, I’m bound to leave you, Hi-o, you rolling river. Oh Shenandoah, I’ll not deceive you, Hi-o, I’m bound away. ’Cross the wide Mis-sou-ri.”

### Moderne Verwendung
Der Song ist beliebt bei lokalen Organisationen wie zum Beispiel der Shenandoah University, der Southern Virginia University, der Washington and Lee University und dem Virginia Military Institute.
Im Jahr 2006 wurde Shenandoah mit modernisiertem Liedtext als „Interimshymne“ des Bundesstaates Virginia vorgeschlagen. Der Vorschlag war umstritten, weil der ursprüngliche Folksong sich auf den Fluss Missouri bezieht, in den meisten Versionen des Liedes sich der Name Shenandoah aber auf den Indianerhäuptling bezieht und nicht auf das Shenandoahtal oder den Shenandoah River, die fast ganz im Bundesstaat Virginia liegen. Im Jahre 2015 wurde der Song Our Great Virginia, mit der Melodie von Shenandoah, von der Legislative des Staates Virginia zur offiziellen Hymne bestimmt.
Der Song war Teil des Soundtracks des Films Shenandoah (deutscher Titel: Der Mann vom großen Fluss) mit James Stewart in der Hauptrolle, der 1965 in die Kinos kam. Außerdem war er Teil eines Medleys im Film How the West Was Won (deutscher Titel: Das war der Wilde Westen) aus dem Jahre 1965.
In der dritten Staffel, Folge 5, der HBO-Fernsehserie The Newsroom ist das Lied im Abspann zu hören. Diese vorletzte Folge der Serie ist auch Oh Shenandoah benannt.
Die Mitglieder der Western Writers of America wählten den Song als einen der Top-100-Western-Songs aller Zeiten.
Verschiedene Arrangements des Songs durch Percy Grainger wurden durch John Shirley-Quirk und andere klassisch ausgebildete Sänger aufgenommen. A song of the waters: variations on the folksong Shenandoah ist eine klassische Komposition von James Cohn.

## Bekannte Aufnahmen (Auswahl)
- Heather Alexander auf dem Album Arms of the Sea (Sea Fire Productions, 2006)
- Dave Alvin auf dem Album Public Domain: Songs From the Wild Land (HighTone Records, 2000)
- Bobby Bare auf dem Album Darker Than Night  (Plowboy Records, 2012)
- Harry Belafonte auf einer 1952 erschienenen Single und auf dem Album Belafonte at Carnegie Hall (RCA Records, 1959)
- Terry Gilkyson and the Weavers (als Across the Wide Missouri) (Decca 27515-A, 1951)
- David Berkeley auf dem Album Some Kind of Cure (2011)
- Glen Campbell auf den Alben The Artistry of Glen Campbell (Capitol, 1972) und The Essential Glen Campbell Volume One (Capitol CDP-33288, 1994)
- Celtic Woman (gespielt von Máiréad Nesbitt) auf dem Album Celtic Woman: A New Journey (Manhattan, 2007)
- Chanticleer auf dem Album Out of This World (1994) and Chanticleer: A Portrait (Teldec, 2003)
- Liam Clancy auf dem Album The Wheels of Life (2008)
- Paul Clayton auf dem Album Whaling and Sailing Songs from the Days of Moby Dick (Allmusic, 1956)
- The Corries auf dem Album Flower of Scotland (Moidart, 2006)
- Bing Crosby auf dem Album How the West Was Won (RCA Records, 1959)
- David Daniels auf dem Album A Quiet Thing (Virgin Classics 724354560025, 2003)
- Connie Dover auf dem Album Somebody (Taylor Park Music, 1991)
- Bob Dylan auf dem Album Down in the Groove (1988)
- Fisherman’s Friends auf dem Album Port Isaac’s Fisherman’s Friends (2010)
- Tennessee Ernie Ford auf den Alben Shenandoah (Red Door Productions, 1959) und The Folk Album (Capitol, 1971)
- Sergio Franchi auf dem Album Live at The Coconut Grove (RCA, 1965)
- Jerry Garcia und David Grisman auf dem Album Not For Kids Only (1993)
- Judy Garland auf dem Album That Old Feeling – Classic Ballads from the Judy Garland Show (Savoy Jazz label, 2005)
- Nathan Gunn auf dem Album American Anthem (EMI, 1999)
- Arlo Guthrie auf dem Album Son of the Wind (Rising Son, 1994)[17]
- R.W. Hampton auf dem Album Born to be a Cowboy (1994)
- Thomas Hampson auf dem Album Song of America (Angel Records, 2005)
- „Harvard Glee Club“ auf verschiedenen Alben; Arrangements von Archibald T. Davison und Jameson Marvin
- Michael Holliday auf dem Album Hi! (EMI Columbia, 1957)
- Keith Jarrett auf dem Album The Melody at Night, with You (ECM, 1999)
- The Kelly Family auf dem Album Honest Workers (1991)
- The King’s Singers auf dem Album The King’s Singers: Original Debut Recording (1971)
- The Kingston Trio (als Across the Wide Missouri) auf dem Album Here We Go Again! (Capitol, 1959)
- Roger McGuinn auf dem Album Limited Edition (April First Productions, 2004)
- „Michigan State University Children’s Choir“ auf dem Album America the Beautiful: Songs of Our Heritage
- Mormon Tabernacle Choir auf zahlreichen Alben, darunter America’s Choir, Choral Adagios, Essential Choral Classics.
- Van Morrison mit „The Chieftains“ auf dem Album Long Journey Home (RCA, 1998)
- Leontyne Price auf dem Album God Bless America (RCA, 1982)
- Jerry Reed auf dem Album A Good Woman’s Love (RCA, 1974)
- „Norman Luboff Choir“ auf dem Album Songs of the Sea (Columbia, 1956)
- „Men of the Robert Shaw Chorale“ auf dem Album Sea Shanties (RCA Victor, 1961)
- Paul Robeson auf zahlreichen Alben, darunter Ballads for Americans, The Essential Paul Robeson, Spirituals, Folksongs & Hymns
- Pete Seeger auf dem Album American Favorite Ballads, Volume 1 (Smithsonian Folkways, 2002)
- Bruce Springsteen mit der „Seeger Sessions Band“ auf dem Album We Shall Overcome: The Seeger Sessions (Columbia, 2006)
- Jo Stafford auf dem Album American Folk Songs (Corinthian, 1950)
- The Statler Brothers auf dem Album Big Country Hits (Columbia, 1967)
- Bryn Terfel auf dem Album A Song in my Heart (UCJ, 2007)
- Hayley Westenra auf dem Album Celtic Treasure (Decca B000MTDRJA, 2007)
- Tom Waits mit Keith Richards auf dem Album Son of Rogues Gallery: Pirate Ballads, Sea Songs & Chanteys (Anti-, 2013)
- Méav Ní Mhaolchatha auf dem Album The Calling (Warner Classics, 2013)
- Celtic Woman (gesungen von Megan Walsh) auf dem Album Ancient Land (Manhattan, Universal, 2018)